# José Zameza y Elejalde
José Joaquín Zameza y Elejalde, en grafía antigua, Joseph Zameza y Elexalde, (Ibarra, 22 de marzo de 1731 - Antequera, 1 de agosto de 1796) fue un compositor y maestro de capilla español.

## Vida
José Joaquín Zameza y Elejalde nació el 22 de marzo de 1731 en Ibarra, una anteiglesia del municipio de Aramayona, actualmente en la provincia de Álava, pero por entonces perteneciente a al Señorío de Guipúzcoa. Era el séptimo hijo del matrimonio Ana María Elejalde y Antonio Zameza Biana, casados en Salinas de Léniz el 23 de abril de 1715. Ana María Elejalde falleció en fecha desconocida y Antonio Zameza se casó en segundas nupcias el 1746.
En 1743, con doce años, José Joaquín Zameza ingresó en el Colegio de la Santa Cruz de Burgos como infante del coro de la capilla de música de la Catedral de Burgos. Las circunstancias son desconocidas, aunque es probable que hecho de que la familia tuviese siete bocas que alimentar y fueran huérfanos de madre tuviese algo que ver con ello. En Burgos sería su maestro Francisco Hernández Illana, que en ese momento ocupaba un cuarto en el Colegio, que debido a sus malas condiciones resultaba muy frío. Zameza debió aprender órgano con el primer organista, Manuel José Marín, y a partir de 1748 con José  López Jordán, el nuevo segundo organista.
El 27 de mayo de 1748 fallecía el maestro de capilla calceatense Blas de Cáseda. El cabildo organizó unas oposiciones para buscar un sustituto para la vacante, en las que participaron cinco candidatos. Además de Andrés de Bas, que se anota como «residente en Valladolid», fueron Ignacio del Castillo, organista de Bañares; Francisco Javier Bayo, maestro de capilla de la Colegiata de Alfaro; José Moreno Polo, segundo organista de Nuestra Señora del Pilar de Zaragoza; y José Zameza y Elejalde, con 17 años, residente en Burgos. Aunque no eran candidatos de primera fila, todos venían con buenos informes y el cabildo se decidió por Bas, que comenzó su cometido en octubre de 1748.
El 9 de agosto de 1752 el Maestro Illana solicitaba que se permitiese el ejercicio de Zameza en el coro: «Francisco Hernández Illana, maestro de capilla, informa de un discípulo, José Zameza Elejalde, que ha servido nueve años en el colegio y que podría ejercitarse en el coro; se admite». El hecho da una idea del avance en el conocimiento musical de Zameza, integrándose en las actividades habituales del coro. En junio de 1754 solicitó una ayuda par ir a la Corte, «a aprender los nuevos estilos de música y asistir mejor así en esta iglesia». Así se trasladó a Madrid, desde donde opositó para los magisterios de Osma —que ganó Francisco Antonio Fuentes—, Salamanca —que ganó Juan Martín Ramos— y la organistía de Briones, esta última con éxito, aunque parece que nunca llegó a consolidar la plaza. Parece ser que en Madrid ejerció de 1756 a 1759 el magisterio de la capilla de San Cayetano.
El 21 de abril de 1759 el maestro Francisco Delgado Sánchez renunciaba al magisterio de la Colegiata de Antequera, dejando el cargo vacante. El cabildo organizó unas oposiciones para ocupar el cargo de las que sería juez el maestro de Córdoba, Juan Manuel Gaitán. Se presentaron José Zameza, clérigo de primera tonsura que dijo ser «natural de Salinas de Léniz, obispado de Calahorra y vecino de la de Madrid»; Mateo de Zaal y Rojas, natural de Osuna, doctor en su Universidad «en las artes de músico»; Juan Domingo, natural de Reus; y Tomás de Peñalosa, natural de Granada. Tras tener en cuenta el dictamen de Gaitán, el cabildo votó a favor de Zameza, «en atención a su probada suficiencia y habilidad y ser preferido a los demás en el informe y censura del referido juez».
En Antequera tuvo el aprecio de cabildo, que incluso lo exoneró del sacerdocio en el ejercicio del magisterio, condición que se consideraba sine qua non. El hecho le permitió casarse con Isabel Usei en 1763, con la que no parece que tuviese hijos.

Mediante haber acreditado la experiencia en un todo, así en las prendas morales como en la habilidad especial en su ministerio, y que de solicitar ascenso en otra iglesia se privaría ésta y al Cabildo de un maestro tan completo [...]
Actas capitulares de la Colegiata de Antequera

En 1768 Francisco Morera decidió partir a la Catedral de Valencia, dejando vacantes el magisterio y la rectoría del Colegio de Infantes del Coro de la Catedral de Cuenca. El cabildo decidió separar ambos cargos y convocó unas oposiciones para el cargo de maestro de capilla. A la convocatoria solicitaron la participación nada menos que ocho compositores, algunos maestros con experiencia. Además de Zameza, se presentaron Antonio Molina, maestro de Játiva; Antonio Caballero, maestro de Granada; Pedro Aranaz, que acabaría ganando el cargo; Manuel Lesmilo, presbítero de la Real Colegiata de San Ildefonso y rector de su Real Seminario; Antonio Ugena, infante de la Capilla Real de Madrid; Manuel Graell, presbítero de Baeza; y Cayetano Echevarría, maestro de El Pilar de Zaragoza. Parece ser que Zameza se presentó a las oposiciones «advirtiendo que el único motivo que tengo para dejar esta Iglesia es no probar bien este país a mi mujer», por lo que se postuló en secreto.
Zameza permanecería en su cargo en Antequera 37 años, falleciendo allí el 1 de agosto de 1796. Había otorgado testamento el 20 de junio anterior.

José Zameza y Elijalde, viudo de doña Isabel Usei, maestro de capilla que fue de esta iglesia parroquial, calle de Pasillas, murió y se enterró en la Iglesia de Santa María el 1 de agosto de 1796. Otorgó testamento en 20 de junio del corriente ante Antonio María Talavera.
Libro de defunciones de la Iglesia de Santa María de Antequera

## Obra
No se conservan muchas composiciones de Zameza. Se conservan obras suyas en las catedrales de Málaga, Astorga, Burgos, Cuenca y en la de Santo Domingo de la Calzada, ademán del Real Monasterio de San Lorenzo de El Escorial y la Capilla Real de Granada, lo que da una idea de la popularidad del compositor.
Las obras que se conservan son todas vocales y de tema religioso:
- Salmo Dixit Dominus (1750), a 6 y a 10 voces, con violines, oboes y trompas.
- Dixit Dominus (1757), a 4 y a 8 voces, con violines y trompas.
- Salve (1759), a duo con violines.
- A la Asunción de Ntra. Sra. Ave dulce armonía (1762), a 6 voces, con violines y trompas.
- Misa, a cinco (voces) con violines y trompas.
- Misa a quatro.
- Salmos y Magnificat, a 5 y a 8 con violines y sin ellos
- Al Santísimo Sacramento. O Sacrum convivium, a 5 voces en violines y trompas.
- Al Santísimo Sacramento. Alaba Sión triunfante, a cuatro voces con violines.
- Lamentaciones de Semana Santa con violines y trompas
- Christus factus.
- Salve, a cinco voces, con violines y trompas.
- Salve, a cuatro voces, con violines y trompas.
- Villancicos y dúos al Stmo, al Nacimiento y a la Virgen.